# Rogelio Funes Mori
Rogelio Gabriel Funes Mori, né le 5 mars 1991 à Mendoza, est footballeur international argentin, naturalisé mexicain, qui évolue au poste d'avant-centre au Club León. 
Son frère jumeau, Ramiro Funes Mori, est également footballeur professionnel.

## Carrière

### En sélection nationale
Il connait sa première sélection le 20 septembre 2012 pour le Superclásico de las Américas, contre le Brésil (défaite 2-1 au stade Serra Dourada), lors duquel il fait son entrée à la 76e minute en remplacement d'Hernán Barcos.
Le 9 juin 2021, n'ayant disputé qu'un match amical avec l'Argentine, il est naturalisé mexicain afin de pouvoir disputer la Gold Cup avec l'équipe nationale mexicaine.
Le 14 novembre 2022, il est sélectionné par Gerardo Martino pour participer à la Coupe du monde 2022.

## Statistiques
| Saison                | Club                  | Championnat           | Championnat | Championnat | Coupe(s) nationale(s) | Coupe(s) nationale(s) | Compétition(s) continentale(s) | Compétition(s) continentale(s) | Compétition(s) continentale(s) | Total | Total |
| Saison                | Club                  | Division              | M.          | B.          | M.                    | B.                    | Comp.                          | M.                             | B.                             | M.    | B.    |
| 2009-2010             | River Plate           | Primera División      | 28          | 7           | 0                     | 0                     | -                              | -                              | -                              | 28    | 7     |
| 2010-2011             | River Plate           | Primera División      | 26          | 4           | 1                     | 0                     | -                              | -                              | -                              | 27    | 4     |
| 2011-2012             | River Plate           | B Nacional            | 23          | 4           | 5                     | 2                     | -                              | -                              | -                              | 28    | 6     |
| 2012-2013             | River Plate           | Primera División      | 32          | 7           | -                     | -                     | -                              | -                              | -                              | 32    | 7     |
| Sous-total            | Sous-total            | Sous-total            | 97          | 20          | 2                     | 0                     | -                              | -                              | -                              | 99    | 20    |
| 2013-2014             | SL Benfica            | Primera División      | 2           | 0           | 2                     | 0                     | -                              | 0                              | 0                              | 4     | 0     |
| Sous-total            | Sous-total            | Sous-total            | 2           | 0           | 2                     | 0                     | -                              | -                              | -                              | 4     | 0     |
| 2014-2015             | Eskisehirspor (prêt)  | Süper Lig             | 29          | 8           | 7                     | 6                     | -                              | 0                              | 0                              | 36    | 14    |
| Sous-total            | Sous-total            | Sous-total            | 29          | 8           | 7                     | 6                     | -                              | 0                              | 0                              | 36    | 14    |
| 2015-2016             | CF Monterrey          | Primera División      | 36          | 20          | 5                     | 6                     | -                              | 0                              | 0                              | 41    | 26    |
| 2016-2017             | CF Monterrey          | Primera División      | 34          | 15          | 5                     | 7                     | C1                             | 2                              | 0                              | 41    | 22    |
| 2017-2018             | CF Monterrey          | Primera División      | 32          | 17          | 8                     | 2                     | -                              | 0                              | 0                              | 40    | 19    |
| 2018-2019             | CF Monterrey          | Primera División      | 31          | 16          | 5                     | 2                     | C1+CMC                         | 7+3                            | 2+2                            | 46    | 22    |
| 2019-2020             | CF Monterrey          | Primera División      | 30          | 15          | 6                     | 3                     | -                              | 0                              | 0                              | 36    | 18    |
| 2020-2021             | CF Monterrey          | Primera División      | 34          | 15          | 0                     | 0                     | C1+CMC                         | 6+2                            | 3+1                            | 42    | 19    |
| 2021-2022             | CF Monterrey          | Primera División      | 24          | 9           | 0                     | 0                     | -                              | 0                              | 0                              | 24    | 9     |
| 2022-2023             | CF Monterrey          | Primera División      | 13          | 5           | 0                     | 0                     | -                              | -                              | 0                              | 13    | 5     |
| Sous-total            | Sous-total            | Sous-total            | 234         | 112         | 29                    | 20                    | -                              | 20                             | 8                              | 283   | 140   |
| Total sur la carrière | Total sur la carrière | Total sur la carrière | 263         | 140         | 41                    | 27                    | -                              | 20                             | 8                              | 324   | 175   |

## Palmarès
- Benfica Lisbonne
  - Champion du Portugal en 2014
  - Vainqueur de la Coupe du Portugal en 2014
  - Vainqueur de la Coupe de la Ligue portugaise en 2014

- CF Monterrey
  - Champion du Mexique en 2019 (Clôture)
  - Vainqueur de la Ligue des champions de la CONCACAF en 2019 et 2021